# Negernbötel
Negernbötel település Németországban, Schleswig-Holstein tartományban. Lakosainak száma 999 fő (2023. december 31.).

## Népesség
A település népességének változása:
| Lakosok száma | 714  | 1012 | 998  | 976  | 1011 | 1008 | 999  |
|               | 1975 | 2014 | 2017 | 2019 | 2021 | 2022 | 2023 |